# Giải bóng đá vô địch quốc gia Đức 2019–20
Giải bóng đá vô địch quốc gia Đức 2019–20 (hay còn gọi là Bundesliga 2019-20) là mùa giải thứ 57 của Giải bóng đá vô địch quốc gia Đức, giải đấu bóng đá hàng đầu của nước Đức. Mùa giải bắt đầu vào ngày 16 tháng 8 năm 2019 và kết thúc vào ngày 27 tháng 6 năm 2020. Bayern Munich là đương kim vô địch, và đã giành được danh hiệu nước Đức thứ 30 (thứ 29 ở kỷ nguyên Bundesliga) và là chức vô địch thứ 8 liên tiếp vào ngày 16 tháng 6 sớm hai vòng đấu.
Số cầu thủ dự bị được cho phép trên băng ghế dự bị được tăng từ 7 lên 9 cầu thủ cho mùa giải 2019-20.
Vào ngày 13 tháng 3 năm 2020, DFL đã hoãn giải Bundesliga và 2. Bundesliga do đại dịch COVID-19. Sau khi tham khảo ý kiến với chính phủ Đức, giải đấu dự kiến trở lại mà không có khán giả vào ngày 16 tháng 5 năm 2020.

## Tác động của đại dịch COVID-19
Do đại dịch COVID-19 ở Đức, vào ngày 8 tháng 3 năm 2020, Bộ trưởng Bộ Y Tế, Jens Spahn đề nghị hủy các sự kiện với hơn 1.000 người. Ngày hôm sau, DFL thông báo rằng mùa giải Bundesliga sẽ được hoàn thành để đảm bảo việc lên kế hoạch cho mùa giải tiếp theo, và bất kỳ sự trì hoãn nào cũng sẽ được áp dụng cho tất cả các trận đấu ở vòng đấu đó. Vào ngày 10 tháng 3, trận đá bù giữa Borussia Mönchengladbach và 1. FC Köln vào ngày 11 tháng 3 được thông báo sẽ diễn ra đằng sau những cánh cửa đóng, trường hợp đầu tiên trong lịch sử giải đấu. Do những sự hạn chế của địa phương đối với các cuộc tụ tập công cộng, tất cả các trận đấu ở vòng đấu 26 (13–16 tháng 3) dự kiến được diễn ra mà không có khán giả. Tuy nhiên, vòng đấu này sau đó đã bị hoãn vào ngày 13 tháng 3 vì lý do an toàn. Vào ngày 16 tháng 3, đại hội đồng DFL đã hoãn giải đấu cho đến ít nhất ngày 2 tháng 4 và lên lịch một cuộc họp khác cho tuần cuối cùng của tháng 3 để thảo luận về việc giải đấu nên tiếp tục diễn ra như thế nào. Đại hội đồng DFL, tại cuộc họp của họ vào ngày 31 tháng 3, đã chọn kéo dài việc hoãn giải đấu cho đến ít nhất ngày 30 tháng 4 theo khuyến nghị của Ủy ban điều hành. Tại cuộc họp, DFL đã thành lập một đội đặc nhiệm y học thể thao và tổ chức trận đấu đặc biệt chịu trách nhiệm cho việc xem xét một phương án an toàn để giải đấu tiếp tục trở lại.
Vào ngày 13 tháng 3 năm 2020, Luca Kilian của SC Paderborn là cầu thủ Bundesliga đầu tiên xét nghiệm dương tính với COVID-19. Đến ngày 21 tháng 3 năm 2020, một số câu lạc bộ, bao gồm Eintracht Frankfurt và Hertha BSC, đã bị cách ly sau khi nhiều cầu thủ và nhân viên đã xét nghiệm dương tính, và hầu hết những người khác không thể tập luyện do lệnh giới nghiêm hoặc cơ sở bị đóng cửa. DFL xem xét các kịch bản có thể xảy ra để kết thúc mùa giải một cách bình thường. Tuy nhiên, một số nhà virus học dấy lên nghi ngờ, cho rằng bất kỳ trận đấu bóng đá chuyên nghiệp nào ở Đức, bao gồm cả những trận đấu đằng sau những cánh cửa đóng, là không thực tế trong ít nhất 12 tháng tới. Trong báo cáo của mình cho cuộc họp DFL ngày 31 tháng 3, nhà virus học Alexander Kekulé đã đề nghị huỷ bỏ mùa giải hiện tại. Vào ngày 4 tháng 4 năm 2020, ông lý giải rằng về nguyên tắc, các trận đấu đằng sau những cánh cửa đóng là có thể, nhưng sẽ yêu cầu các biện pháp mở rộng, bao gồm tổng cộng khoảng 20.000 bộ xét nghiệm COVID-19 cho cầu thủ và nhân viên (xét nghiệm mọi cầu thủ trước khi bắt đầu mỗi trận đấu) và kiểm dịch mở rộng cho mọi người liên quan. Kekulé nghi ngờ rằng những biện pháp đó có thể được bảo đảm tại thời điểm khi các xét nghiệm cho dân số nói chung bị thiếu hụt.
Vào ngày 3 tháng 4 năm 2020, DFL báo cáo rằng tình hình tài chính của hầu hết các đội nghiêm trọng hơn so với suy nghĩ. Trong số 36 câu lạc bộ bóng đá chuyên nghiệp ở Bundesliga và 2. Bundesliga, 13 câu lạc bộ sẽ phải tuyên bố phá sản vào tháng 5 hoặc tháng 6 trừ khi giải đấu trở lại đến thời điểm đó, bao gồm 4 đội từ Bundesliga. 12 trong số các câu lạc bộ đã sử dụng phí giấy phép chưa thanh toán (phụ thuộc vào việc mùa giải được tiếp tục) để trả các khoản nợ tháng 3 cho các chủ nợ. Tại cuộc họp ngày 31 tháng 3, DFL đã quyết định rằng các câu lạc bộ tham gia tố tụng phá sản trong mùa giải này sẽ không bị trừ điểm như thông thường và các câu lạc bộ tham gia tố tụng mùa tới chỉ bị trừ ba điểm thay vì chín điểm như thông thường.
Đến ngày 23 tháng 4 năm 2020, DFL đã nhắm ngày 9 tháng 5 là ngày có thể tổ chức Bundesliga trở lại. Tuy nhiên, mục tiêu này đã gặp phải trở ngại khi 1. FC Köln tuyên bố vào ngày 1 tháng 5 rằng ba người tại câu lạc bộ đã xét nghiệm dương tính mà không có bất kỳ triệu chứng nào. Điều này được thực hiện như một phần của làn sóng 1.724 lần xét nghiệm được thực hiện liên quan đến nhân sự của 36 câu lạc bộ Bundesliga và 2. Bundesliga, phối hợp với Bộ Lao động và Xã hội Liên bang, kết quả là có thêm 7 trường hợp dương tính cộng thêm với số trường hợp của Köln. Sau khi tham khảo ý kiến với chính phủ Đức, thủ tướng Angela Merkel và lãnh đạo các bang của Đức đã phê chuẩn việc tổ chức trở lại các giải đấu trong nửa cuối tháng 5, với các trận đấu được tổ chức đằng sau những cánh cửa đóng. Ngày hôm sau, DFL xác nhận rằng Bundesliga sẽ trở lại vào thứ Bảy ngày 16 tháng 5, với vòng đấu 26. Vòng đấu cuối cùng của mùa giải (vòng 34), dự kiến ban đầu vào ngày 16 tháng 5, sẽ diễn ra vào ngày 27 tháng 6. Vòng play-off xuống hạng giữa đội xếp thứ 16 của Bundesliga và đội xếp thứ 3 của 2. Bundesliga được diễn ra như dự kiến. Theo điều lệ giải đấu, các câu lạc bộ ở Bundesliga và 2. Bundesliga được yêu cầu phải thi đấu tất cả các trận đấu sau khi trở lại, kể cả khi một số cầu thủ xét nghiệm dương tính, miễn là đội có đủ cầu thủ khỏe mạnh. Vào ngày 14 tháng 5, sau cuộc họp của tất cả các câu lạc bộ, năm sự thay đổi cầu thủ được cho phép, điều mà IFAB đã tạm thời chấp nhận, theo sau đề xuất bởi FIFA để giảm bớt tác động của lịch thi đấu dày đặc. Đài truyền hình Sky Sport thông báo rằng trong hai tuần đầu tiên sau khi giải đấu trở lại, Bundesliga và 2. Bundesliga sẽ được phát trên truyền hình miễn phí ở Đức, để ngăn chặn những cuộc tụ tập của những người mà không có thuê bao truyền hình trả tiền.
| Vòng                          | Ngày ban đầu                  | Ngày được xem xét lại     |
| ----------------------------- | ----------------------------- | ------------------------- |
| 26                            | 13–16 tháng 3                 | 16–18 tháng 5             |
| 27                            | 20–22 tháng 3                 | 22–24 tháng 5             |
| 28                            | 3–5 tháng 4                   | 26–27 tháng 5 (giữa tuần) |
| 29                            | 11–13 tháng 4                 | 29 tháng 5 – 1 tháng 6    |
| 24 (Đá bù Bremen v Frankfurt) | 24 (Đá bù Bremen v Frankfurt) | 3 tháng 6                 |
| 30                            | 17–20 tháng 4                 | 5–8 tháng 6               |
| 31                            | 24–27 tháng 4                 | 12–14 tháng 6             |
| 32                            | 2–4 tháng 5                   | 16–17 tháng 6 (giữa tuần) |
| 33                            | 9 tháng 5                     | 20 tháng 6                |
| 34                            | 16 tháng 5                    | 27 tháng 6                |
| Vòng play-off xuống hạng      |                               |                           |
| Lượt đi                       | 20/21 tháng 5                 | 2 tháng 7                 |
| Lượt về                       | 25/27 tháng 5                 | 6 tháng 7                 |

## Các đội bóng
Tổng cộng có 18 đội tham dự Bundesliga mùa giải 2019-20.

### Sự thay đổi về đội bóng
| Thăng hạng từ 2. Bundesliga 2018-19  | Xuống hạng từ Bundesliga 2018-19         |
| ------------------------------------ | ---------------------------------------- |
| 1. FC Köln SC Paderborn Union Berlin | VfB Stuttgart Hannover 96 1. FC Nürnberg |

### Sân vận động và địa điểm
| Đội                      | Địa điểm             | Sân vận động                        | Sức chứa | Tham khảo |
| ------------------------ | -------------------- | ----------------------------------- | -------- | --------- |
| FC Augsburg              | Augsburg             | Sân vận động WWK Arena              | 30.660   | [ 40 ]    |
| Hertha BSC               | Berlin               | Sân vận động Olympic                | 74.649   | [ 41 ]    |
| Union Berlin             | Berlin               | Sân vận động An der Alten Försterei | 22.012   | [ 42 ]    |
| Werder Bremen            | Bremen               | Sân vận động Weser                  | 42.100   | [ 43 ]    |
| Borussia Dortmund        | Dortmund             | Sân vận động Signal Iduna Park      | 81.365   | [ 44 ]    |
| Fortuna Düsseldorf       | Düsseldorf           | Sân vận động Merkur Spiel-Arena     | 54.600   | [ 45 ]    |
| Eintracht Frankfurt      | Frankfurt            | Sân vận động Commerzbank-Arena      | 51.500   | [ 46 ]    |
| SC Freiburg              | Freiburg im Breisgau | Sân vận động Schwarzwald            | 24.000   | [ 47 ]    |
| 1899 Hoffenheim          | Sinsheim             | Sân vận động PreZero Arena          | 30.150   | [ 48 ]    |
| 1. FC Köln               | Cologne              | Sân vận động RheinEnergie           | 49.698   | [ 49 ]    |
| RB Leipzig               | Leipzig              | Sân vận động Red Bull Arena         | 42.558   | [ 50 ]    |
| Bayer Leverkusen         | Leverkusen           | Sân vận động BayArena               | 30.210   | [ 51 ]    |
| Mainz 05                 | Mainz                | Sân vận động Opel Arena             | 34.000   | [ 52 ]    |
| Borussia Mönchengladbach | Mönchengladbach      | Sân vận động Borussia-Park          | 59.724   | [ 53 ]    |
| Bayern Munich            | Munich               | Sân vận động Allianz Arena          | 75.000   | [ 54 ]    |
| SC Paderborn             | Paderborn            | Sân vận động Benteler-Arena         | 15.000   | [ 55 ]    |
| Schalke 04               | Gelsenkirchen        | Sân vận động Veltins-Arena          | 62.271   | [ 56 ]    |
| VfL Wolfsburg            | Wolfsburg            | Sân vận động Volkswagen Arena       | 30.000   | [ 57 ]    |

### Nhân sự và trang phục
| Đội                      | Huấn luyện viên   | Đội trưởng          | Nhà sản xuất trang phục | Nhà tài trợ áo đấu      | Nhà tài trợ áo đấu    |
| Đội                      | Huấn luyện viên   | Đội trưởng          | Nhà sản xuất trang phục | Ngực áo                 | Tay áo                |
| ------------------------ | ----------------- | ------------------- | ----------------------- | ----------------------- | --------------------- |
| FC Augsburg              | Heiko Herrlich    | Daniel Baier        | Nike                    | WWK                     | Siegmund              |
| Hertha BSC               | Bruno Labbadia    | Vedad Ibišević      | Nike                    | TEDi                    | Hyundai Motor Company |
| Union Berlin             | Urs Fischer       | Christopher Trimmel | Macron                  | Aroundtown              | ONE Versicherung AG   |
| Werder Bremen            | Florian Kohfeldt  | Niklas Moisander    | Umbro                   | Wiesenhof               | H-Hotels              |
| Borussia Dortmund        | Lucien Favre      | Marco Reus          | Puma                    | Evonik                  | Opel                  |
| Fortuna Düsseldorf       | Uwe Rösler        | Oliver Fink         | Uhlsport                | Henkel                  | Toyo Tires            |
| Eintracht Frankfurt      | Adi Hütter        | David Abraham       | Nike                    | Indeed.com              | Deutsche Börse Group  |
| SC Freiburg              | Christian Streich | Mike Frantz         | Hummel                  | Schwarzwaldmilch        | Badenova              |
| 1899 Hoffenheim          | Marcel Rapp       | Benjamin Hübner     | Joma                    | SAP                     | SNP                   |
| 1. FC Köln               | Markus Gisdol     | Jonas Hector        | Uhlsport                | REWE                    | DEVK                  |
| RB Leipzig               | Julian Nagelsmann | Willi Orban         | Nike                    | Red Bull                | CG Immobilien         |
| Bayer Leverkusen         | Peter Bosz        | Lars Bender         | Jako                    | Barmenia Versicherungen | Kieser Training       |
| Mainz 05                 | Achim Beierlorzer | Danny Latza         | Lotto                   | Kömmerling              | QQ288                 |
| Borussia Mönchengladbach | Marco Rose        | Lars Stindl         | Puma                    | Postbank                | H-Hotels              |
| Bayern Munich            | Hans-Dieter Flick | Manuel Neuer        | Adidas                  | Deutsche Telekom        | Qatar Airways         |
| SC Paderborn             | Steffen Baumgart  | Christian Strohdiek | Saller                  | Sunmaker                | Effect Energy Drink   |
| Schalke 04               | David Wagner      | Omar Mascarell      | Umbro                   | Gazprom                 | DHL                   |
| VfL Wolfsburg            | Oliver Glasner    | Josuha Guilavogui   | Nike                    | Volkswagen              | Linglong Tire         |

### Sự thay đổi huấn luyện viên
| Đội                      | HLV đi                                    | Lí do                                  | Ngày rời đi          | Ngày rời đi          | Vị trí trên bảng xếp hạng | HLV đến                     | Ngày cập bến         | Ngày cập bến         | Tham khảo     |
| Đội                      | HLV đi                                    | Lí do                                  | Công bố vào ngày     | Rời đi vào ngày      | Vị trí trên bảng xếp hạng | HLV đến                     | Công bố vào ngày     | Đến vào ngày         | Tham khảo     |
| ------------------------ | ----------------------------------------- | -------------------------------------- | -------------------- | -------------------- | ------------------------- | --------------------------- | -------------------- | -------------------- | ------------- |
| 1899 Hoffenheim          | Julian Nagelsmann                         | Kí hợp đồng với RB Leipzig             | 21 tháng 6 năm 2018  | 30 tháng 6 năm 2019  | Trước mùa giải            | Alfred Schreuder            | 19 tháng 3 năm 2019  | 1 tháng 7 năm 2019   | [ 60 ] [ 61 ] |
| RB Leipzig               | Ralf Rangnick                             | Bổ nhiệm với tư cách giám đốc thể thao | 9 tháng 7 năm 2018   | 30 tháng 6 năm 2019  | Trước mùa giải            | Julian Nagelsmann           | 21 tháng 6 năm 2018  | 1 tháng 7 năm 2019   | [ 60 ] [ 62 ] |
| VfL Wolfsburg            | Bruno Labbadia                            | Hết hạn hợp đồng                       | 12 tháng 3 năm 2019  | 30 tháng 6 năm 2019  | Trước mùa giải            | Oliver Glasner              | 23 tháng 4 năm 2019  | 1 tháng 7 năm 2019   | [ 63 ] [ 64 ] |
| Schalke 04               | Huub Stevens                              | Kết thúc thời gian tạm quyền           | 14 tháng 3 năm 2019  | 30 tháng 6 năm 2019  | Trước mùa giải            | David Wagner                | 9 tháng 5 năm 2019   | 1 tháng 7 năm 2019   | [ 65 ] [ 66 ] |
| Borussia Mönchengladbach | Dieter Hecking                            | Bị sa thải                             | 2 tháng 4 năm 2019   | 30 tháng 6 năm 2019  | Trước mùa giải            | Marco Rose                  | 10 tháng 4 năm 2019  | 1 tháng 7 năm 2019   | [ 67 ] [ 68 ] |
| Hertha BSC               | Pál Dárdai                                | Hai bên đồng thuận                     | 16 tháng 4 năm 2019  | 30 tháng 6 năm 2019  | Trước mùa giải            | Ante Čović                  | 12 tháng 5 năm 2019  | 1 tháng 7 năm 2019   | [ 69 ] [ 70 ] |
| 1. FC Köln               | André Pawlak / Manfred Schmid (tạm quyền) | Kết thúc thời gian tạm quyền           | 27 tháng 4 năm 2019  | 30 tháng 6 năm 2019  | Trước mùa giải            | Achim Beierlorzer           | 13 tháng 5 năm 2019  | 1 tháng 7 năm 2019   | [ 71 ] [ 72 ] |
| Bayern Munich            | Niko Kovač                                | Hai bên đồng thuận                     | 3 tháng 11 năm 2019  | 3 tháng 11 năm 2019  | Thứ 4                     | Hans-Dieter Flick           | 3 tháng 11 năm 2019  | 3 tháng 11 năm 2019  | [ 73 ]        |
| 1. FC Köln               | Achim Beierlorzer                         | Bị sa thải                             | 9 tháng 11 năm 2019  | 9 tháng 11 năm 2019  | Thứ 17                    | Markus Gisdol               | 18 tháng 11 năm 2019 | 18 tháng 11 năm 2019 | [ 74 ] [ 75 ] |
| Mainz 05                 | Sandro Schwarz                            | Hai bên đồng thuận                     | 10 tháng 11 năm 2019 | 10 tháng 11 năm 2019 | Thứ 16                    | Achim Beierlorzer           | 18 tháng 11 năm 2019 | 18 tháng 11 năm 2019 | [ 76 ] [ 77 ] |
| Hertha BSC               | Ante Čović                                | Hai bên đồng thuận                     | 27 tháng 11 năm 2019 | 27 tháng 11 năm 2019 | Thứ 15                    | Jürgen Klinsmann            | 27 tháng 11 năm 2019 | 27 tháng 11 năm 2019 | [ 78 ] [ 79 ] |
| Fortuna Düsseldorf       | Friedhelm Funkel                          | Bị sa thải                             | 29 tháng 1 năm 2020  | 29 tháng 1 năm 2020  | Thứ 18                    | Uwe Rösler                  | 29 tháng 1 năm 2020  | 29 tháng 1 năm 2020  | [ 80 ] [ 81 ] |
| Hertha BSC               | Jürgen Klinsmann                          | Từ chức                                | 11 tháng 2 năm 2020  | 11 tháng 2 năm 2020  | Thứ 14                    | Alexander Nouri (tạm quyền) | 11 tháng 2 năm 2020  | 11 tháng 2 năm 2020  | [ 82 ]        |
| FC Augsburg              | Martin Schmidt                            | Bị sa thải                             | 9 tháng 3 năm 2020   | 9 tháng 3 năm 2020   | Thứ 14                    | Heiko Herrlich              | 10 tháng 3 năm 2020  | 10 tháng 3 năm 2020  | [ 83 ] [ 84 ] |
| Hertha BSC               | Alexander Nouri (tạm quyền)               | Kết thúc thời gian tạm quyền           | 9 tháng 4 năm 2020   | 9 tháng 4 năm 2020   | Thứ 14                    | Bruno Labbadia              | 9 tháng 4 năm 2020   | 13 tháng 4 năm 2020  | [ 85 ]        |
| 1899 Hoffenheim          | Alfred Schreuder                          | Hai bên đồng thuận                     | 9 tháng 6 năm 2020   | 9 tháng 6 năm 2020   | Thứ 7                     | Marcel Rapp (tạm quyền)     | 9 tháng 6 năm 2020   | 9 tháng 6 năm 2020   | [ 86 ]        |

## Bảng xếp hạng
| VT | Đội                      | ST | T  | H  | B  | BT  | BB | HS  | Đ  | Giành quyền tham dự hoặc xuống hạng     |
| -- | ------------------------ | -- | -- | -- | -- | --- | -- | --- | -- | --------------------------------------- |
| 1  | Bayern Munich (C)        | 34 | 26 | 4  | 4  | 100 | 32 | +68 | 82 | Lọt vào vòng bảng Champions League      |
| 2  | Borussia Dortmund        | 34 | 21 | 6  | 7  | 84  | 41 | +43 | 69 | Lọt vào vòng bảng Champions League      |
| 3  | RB Leipzig               | 34 | 18 | 12 | 4  | 81  | 37 | +44 | 66 | Lọt vào vòng bảng Champions League      |
| 4  | Borussia Mönchengladbach | 34 | 20 | 5  | 9  | 66  | 40 | +26 | 65 | Lọt vào vòng bảng Champions League      |
| 5  | Bayer Leverkusen         | 34 | 19 | 6  | 9  | 61  | 44 | +17 | 63 | Lọt vào vòng bảng Europa League         |
| 6  | 1899 Hoffenheim          | 34 | 15 | 7  | 12 | 53  | 53 | 0   | 52 | Lọt vào vòng bảng Europa League         |
| 7  | VfL Wolfsburg            | 34 | 13 | 10 | 11 | 48  | 46 | +2  | 49 | Lọt vào vòng loại thứ hai Europa League |
| 8  | SC Freiburg              | 34 | 13 | 9  | 12 | 48  | 47 | +1  | 48 |                                         |
| 9  | Eintracht Frankfurt      | 34 | 13 | 6  | 15 | 59  | 60 | −1  | 45 |                                         |
| 10 | Hertha BSC               | 34 | 11 | 8  | 15 | 48  | 59 | −11 | 41 |                                         |
| 11 | Union Berlin             | 34 | 12 | 5  | 17 | 41  | 58 | −17 | 41 |                                         |
| 12 | Schalke 04               | 34 | 9  | 12 | 13 | 38  | 58 | −20 | 39 |                                         |
| 13 | Mainz 05                 | 34 | 11 | 4  | 19 | 44  | 65 | −21 | 37 |                                         |
| 14 | 1. FC Köln               | 34 | 10 | 6  | 18 | 51  | 69 | −18 | 36 |                                         |
| 15 | FC Augsburg              | 34 | 9  | 9  | 16 | 45  | 63 | −18 | 36 |                                         |
| 16 | Werder Bremen (O)        | 34 | 8  | 7  | 19 | 42  | 69 | −27 | 31 | Lọt vào vòng play-off xuống hạng        |
| 17 | Fortuna Düsseldorf (R)   | 34 | 6  | 12 | 16 | 36  | 67 | −31 | 30 | Xuống hạng đến 2. Bundesliga            |
| 18 | SC Paderborn (R)         | 34 | 4  | 8  | 22 | 37  | 74 | −37 | 20 | Xuống hạng đến 2. Bundesliga            |

1. 1 2  Vì đội vô địch của Cúp bóng đá Đức 2019-20, Bayern Munich, lọt vào Champions League dựa trên vị trí bảng xếp hạng, đội đứng thứ sáu tham dự vòng bảng Europa League, và suất dự vòng loại thứ hai Europa League được chuyển sang cho đội đứng thứ bảy.

## Kết quả
| Nhà \ Khách              | AUG | BSC | UNB | BRE | DOR | DÜS | FRA | FRE | HOF | KÖL | LEI | LEV | MAI | MÖN | MUN | PAD | SCH | WOL |
| ------------------------ | --- | --- | --- | --- | --- | --- | --- | --- | --- | --- | --- | --- | --- | --- | --- | --- | --- | --- |
| FC Augsburg              | —   | 4–0 | 1–1 | 2–1 | 3–5 | 3–0 | 2–1 | 1–1 | 1–3 | 1–1 | 1–2 | 0–3 | 2–1 | 2–3 | 2–2 | 0–0 | 2–3 | 1–2 |
| Hertha BSC               | 2–0 | —   | 4–0 | 2–2 | 1–2 | 3–1 | 1–4 | 1–0 | 2–3 | 0–5 | 2–4 | 2–0 | 1–3 | 0–0 | 0–4 | 2–1 | 0–0 | 0–3 |
| Union Berlin             | 2–0 | 1–0 | —   | 1–2 | 3–1 | 3–0 | 1–2 | 2–0 | 0–2 | 2–0 | 0–4 | 2–3 | 1–1 | 2–0 | 0–2 | 1–0 | 1–1 | 2–2 |
| Werder Bremen            | 3–2 | 1–1 | 0–2 | —   | 0–2 | 1–3 | 0–3 | 2–2 | 0–3 | 6–1 | 0–3 | 1–4 | 0–5 | 0–0 | 0–1 | 0–1 | 1–2 | 0–1 |
| Borussia Dortmund        | 5–1 | 1–0 | 5–0 | 2–2 | —   | 5–0 | 4–0 | 1–0 | 0–4 | 5–1 | 3–3 | 4–0 | 0–2 | 1–0 | 0–1 | 3–3 | 4–0 | 3–0 |
| Fortuna Düsseldorf       | 1–1 | 3–3 | 2–1 | 0–1 | 0–1 | —   | 1–1 | 1–2 | 2–2 | 2–0 | 0–3 | 1–3 | 1–0 | 1–4 | 0–4 | 0–0 | 2–1 | 1–1 |
| Eintracht Frankfurt      | 5–0 | 2–2 | 1–2 | 2–2 | 2–2 | 2–1 | —   | 3–3 | 1–0 | 2–4 | 2–0 | 3–0 | 0–2 | 1–3 | 5–1 | 3–2 | 2–1 | 0–2 |
| SC Freiburg              | 1–1 | 2–1 | 3–1 | 0–1 | 2–2 | 0–2 | 1–0 | —   | 1–0 | 1–2 | 2–1 | 0–1 | 3–0 | 1–0 | 1–3 | 0–2 | 4–0 | 1–0 |
| 1899 Hoffenheim          | 2–4 | 0–3 | 4–0 | 3–2 | 2–1 | 1–1 | 1–2 | 0–3 | —   | 3–1 | 0–2 | 2–1 | 1–5 | 0–3 | 0–6 | 3–0 | 2–0 | 2–3 |
| 1. FC Köln               | 1–1 | 0–4 | 1–2 | 1–0 | 1–3 | 2–2 | 1–1 | 4–0 | 1–2 | —   | 2–4 | 2–0 | 2–2 | 0–1 | 1–4 | 3–0 | 3–0 | 3–1 |
| RB Leipzig               | 3–1 | 2–2 | 3–1 | 3–0 | 0–2 | 2–2 | 2–1 | 1–1 | 3–1 | 4–1 | —   | 1–1 | 8–0 | 2–2 | 1–1 | 1–1 | 1–3 | 1–1 |
| Bayer Leverkusen         | 2–0 | 0–1 | 2–0 | 2–2 | 4–3 | 3–0 | 4–0 | 1–1 | 0–0 | 3–1 | 1–1 | —   | 1–0 | 1–2 | 2–4 | 3–2 | 2–1 | 1–4 |
| Mainz 05                 | 0–1 | 2–1 | 2–3 | 3–1 | 0–4 | 1–1 | 2–1 | 1–2 | 0–1 | 3–1 | 0–5 | 0–1 | —   | 1–3 | 1–3 | 2–0 | 0–0 | 0–1 |
| Borussia Mönchengladbach | 5–1 | 2–1 | 4–1 | 3–1 | 1–2 | 2–1 | 4–2 | 4–2 | 1–1 | 2–1 | 1–3 | 1–3 | 3–1 | —   | 2–1 | 2–0 | 0–0 | 3–0 |
| Bayern Munich            | 2–0 | 2–2 | 2–1 | 6–1 | 4–0 | 5–0 | 5–2 | 3–1 | 1–2 | 4–0 | 0–0 | 1–2 | 6–1 | 2–1 | —   | 3–2 | 5–0 | 2–0 |
| SC Paderborn             | 0–1 | 1–2 | 1–1 | 1–5 | 1–6 | 2–0 | 2–1 | 1–3 | 1–1 | 1–2 | 2–3 | 1–4 | 1–2 | 1–3 | 2–3 | —   | 1–5 | 2–4 |
| Schalke 04               | 0–3 | 3–0 | 2–1 | 0–1 | 0–0 | 3–3 | 1–0 | 2–2 | 1–1 | 1–1 | 0–5 | 1–1 | 2–1 | 2–0 | 0–3 | 1–1 | —   | 1–4 |
| VfL Wolfsburg            | 0–0 | 1–2 | 1–0 | 2–3 | 0–2 | 1–1 | 1–2 | 2–2 | 1–1 | 2–1 | 0–0 | 0–2 | 4–0 | 2–1 | 0–4 | 1–1 | 1–1 | —   |

## Vòng play-off xuống hạng
Tất cả thời gian đều theo múi giờ CEST (UTC+2).

### Tổng quan
| Đội 1         | TTS     | Đội 2            | Lượt đi | Lượt về |
| ------------- | ------- | ---------------- | ------- | ------- |
| Werder Bremen | 2–2 (a) | 1. FC Heidenheim | 0–0     | 2–2     |

### Các trận đấu
| Werder Bremen | 0–0      | 1. FC Heidenheim |
| ------------- | -------- | ---------------- |
|               | Chi tiết |                  |

| 1. FC Heidenheim               | 2–2      | Werder Bremen                               |
| ------------------------------ | -------- | ------------------------------------------- |
| Kleindienst 85', 90+7' (ph.đ.) | Chi tiết | - Theuerkauf 3' (l.n.) - Augustinsson 90+4' |

Tổng tỷ số 2–2. Werder Bremen thắng nhờ bàn thắng sân khách, do đó cả hai câu lạc bộ ở lại hạng đấu tương ứng của họ.

## Thống kê

### Các cầu thủ ghi bàn hàng đầu
| XH | Cầu thủ               | Câu lạc bộ          | Số bàn thắng |
| -- | --------------------- | ------------------- | ------------ |
| 1  | Robert Lewandowski    | Bayern Munich       | 34           |
| 2  | Timo Werner           | RB Leipzig          | 28           |
| 3  | Jadon Sancho          | Borussia Dortmund   | 17           |
| 4  | Wout Weghorst         | VfL Wolfsburg       | 16           |
| 5  | Rouwen Hennings       | Fortuna Düsseldorf  | 15           |
| 6  | Jhon Córdoba          | 1. FC Köln          | 13           |
| 6  | Erling Haaland        | Borussia Dortmund   | 13           |
| 6  | Florian Niederlechner | FC Augsburg         | 13           |
| 6  | Robin Quaison         | Mainz 05            | 13           |
| 10 | Sebastian Andersson   | Union Berlin        | 12           |
| 10 | Serge Gnabry          | Bayern Munich       | 12           |
| 10 | Kai Havertz           | Bayer Leverkusen    | 12           |
| 10 | Andrej Kramarić       | 1899 Hoffenheim     | 12           |
| 10 | André Silva           | Eintracht Frankfurt | 12           |

### Các cầu thủ kiến tạo hàng đầu
| XH | Cầu thủ             | Câu lạc bộ               | Số kiến tạo |
| -- | ------------------- | ------------------------ | ----------- |
| 1  | Thomas Müller       | Bayern Munich            | 21          |
| 2  | Jadon Sancho        | Borussia Dortmund        | 16          |
| 3  | Thorgan Hazard      | Borussia Dortmund        | 13          |
| 3  | Christopher Nkunku  | RB Leipzig               | 13          |
| 5  | Filip Kostić        | Eintracht Frankfurt      | 11          |
| 6  | Serge Gnabry        | Bayern Munich            | 10          |
| 6  | Achraf Hakimi       | Borussia Dortmund        | 10          |
| 6  | Alassane Pléa       | Borussia Mönchengladbach | 10          |
| 9  | Maximilian Arnold   | VfL Wolfsburg            | 8           |
| 9  | Marcus Thuram       | Borussia Mönchengladbach | 8           |
| 9  | Christopher Trimmel | Union Berlin             | 8           |
| 9  | Timo Werner         | RB Leipzig               | 8           |

### Các cầu thủ ghi hat-trick
| Cầu thủ             | Câu lạc bộ         | Đối đầu với              | Kết quả | Ngày                 |
| ------------------- | ------------------ | ------------------------ | ------- | -------------------- |
| Robert Lewandowski  | Bayern Munich      | Schalke 04               | 3–0 (K) | 24 tháng 8 năm 2019  |
| Timo Werner         | RB Leipzig         | Borussia Mönchengladbach | 3–1 (K) | 30 tháng 8 năm 2019  |
| Timo Werner         | RB Leipzig         | Mainz 05                 | 8–0 (N) | 2 tháng 11 năm 2019  |
| Rouwen Hennings     | Fortuna Düsseldorf | Schalke 04               | 3–3 (K) | 9 tháng 11 năm 2019  |
| Philippe Coutinho   | Bayern Munich      | Werder Bremen            | 6–1 (N) | 14 tháng 12 năm 2019 |
| Robin Quaison       | Mainz 05           | Werder Bremen            | 5–0 (K) | 17 tháng 12 năm 2019 |
| Erling Braut Håland | Borussia Dortmund  | FC Augsburg              | 5–3 (K) | 18 tháng 1 năm 2020  |
| Robin Quaison       | Mainz 05           | Hertha BSC               | 3–1 (K) | 8 tháng 2 năm 2020   |
| Wout Weghorst       | VfL Wolfsburg      | 1899 Hoffenheim          | 3–2 (K) | 15 tháng 2 năm 2020  |
| Timo Werner         | RB Leipzig         | Mainz 05                 | 5–0 (K) | 24 tháng 5 năm 2020  |
| Jadon Sancho        | Borussia Dortmund  | SC Paderborn             | 6–1 (K) | 31 tháng 5 năm 2020  |
| Andrej Kramarić4    | 1899 Hoffenheim    | Borussia Dortmund        | 4–0 (K) | 27 tháng 6 năm 2020  |

4 Cầu thủ ghi 4 bàn.

### Số trận giữ sạch lưới
| XH | Cầu thủ         | Câu lạc bộ               | Số trận giữ sạch lưới |
| -- | --------------- | ------------------------ | --------------------- |
| 1  | Manuel Neuer    | Bayern Munich            | 15                    |
| 2  | Roman Bürki     | Borussia Dortmund        | 12                    |
| 3  | Péter Gulácsi   | RB Leipzig               | 10                    |
| 3  | Lukáš Hrádecký  | Bayer Leverkusen         | 10                    |
| 5  | Rune Jarstein   | Hertha BSC               | 9                     |
| 6  | Rafał Gikiewicz | Union Berlin             | 8                     |
| 7  | Oliver Baumann  | 1899 Hoffenheim          | 7                     |
| 7  | Yann Sommer     | Borussia Mönchengladbach | 7                     |
| 9  | Timo Horn       | 1. FC Köln               | 6                     |
| 9  | Alexander Nübel | Schalke 04               | 6                     |

## Số đội theo bang
| Vị trí | Bang                   | Số đội | Các đội |
| ------ | ---------------------- | ------ | --- |
| 1      | North Rhine-Westphalia | 7      | Borussia Dortmund, Fortuna Düsseldorf, 1. FC Köln, Bayer Leverkusen, Borussia Mönchengladbach, SC Paderborn và Schalke 04 |
| 2      | Baden-Württemberg      | 2      | SC Freiburg và 1899 Hoffenheim                                                                                            |
| 2      | Bavaria                | 2      | FC Augsburg và Bayern Munich                                                                                              |
| 2      | Berlin                 | 2      | Hertha BSC và Union Berlin                                                                                                |
| 5      | Bremen                 | 1      | Werder Bremen |
| 5      | Hesse                  | 1      | Eintracht Frankfurt |
| 5      | Lower Saxony           | 1      | VfL Wolfsburg |
| 5      | Rhineland-Palatinate   | 1      | Mainz 05 |
| 5      | Saxony                 | 1      | RB Leipzig |

## Giải thưởng hàng tháng
| Tháng    | Cầu thủ xuất sắc nhất tháng | Cầu thủ xuất sắc nhất tháng | Tân binh xuất sắc nhất tháng | Tân binh xuất sắc nhất tháng | Bàn thắng đẹp nhất tháng | Bàn thắng đẹp nhất tháng | Tham khảo            |
| Tháng    | Cầu thủ                     | Câu lạc bộ                  | Cầu thủ                      | Câu lạc bộ                   | Cầu thủ                  | Câu lạc bộ               | Tham khảo            |
| -------- | --------------------------- | --------------------------- | ---------------------------- | ---------------------------- | ------------------------ | ------------------------ | -------------------- |
| Tháng 8  | Robert Lewandowski          | Bayern Munich               | Jonjoe Kenny                 | Schalke 04                   | Robert Lewandowski       | Bayern Munich            | [ 92 ] [ 93 ] [ 94 ] |
| Tháng 9  | Amine Harit                 | Schalke 04                  | Marcus Thuram                | Borussia Mönchengladbach     | Javairô Dilrosun         | Hertha BSC               | [ 92 ] [ 93 ] [ 94 ] |
| Tháng 10 | Serge Gnabry                | Bayern Munich               | Marcus Thuram                | Borussia Mönchengladbach     | Robin Quaison            | Mainz 05                 | [ 92 ] [ 93 ] [ 94 ] |
| Tháng 11 | Timo Werner                 | RB Leipzig                  | Marcus Thuram                | Borussia Mönchengladbach     | Robert Skov              | 1899 Hoffenheim          | [ 92 ] [ 93 ] [ 94 ] |
| Tháng 12 | Timo Werner                 | RB Leipzig                  | Ismail Jakobs                | 1. FC Köln                   | Philippe Coutinho        | Bayern Munich            | [ 92 ] [ 93 ] [ 94 ] |
| Tháng 1  | Erling Haaland              | Borussia Dortmund           | Erling Haaland               | Borussia Dortmund            | Florian Neuhaus          | Borussia Mönchengladbach | [ 92 ] [ 93 ] [ 94 ] |
| Tháng 2  | Jadon Sancho                | Borussia Dortmund           | Erling Haaland               | Borussia Dortmund            | Emre Can                 | Borussia Dortmund        | [ 92 ] [ 93 ] [ 94 ] |
| Tháng 3  | —                           | —                           | —                            | —                            | Thorgan Hazard           | Borussia Dortmund        | [ 92 ] [ 93 ] [ 94 ] |
| Tháng 5  | Kai Havertz                 | Bayer Leverkusen            | Alphonso Davies              | Bayern Munich                | Joshua Kimmich           | Bayern Munich            | [ 92 ] [ 93 ] [ 94 ] |
| Tháng 6  | —                           | —                           | —                            | —                            | André Silva              | Eintracht Frankfurt      | [ 92 ] [ 93 ] [ 94 ] |

### Giải thưởng hàng năm
| Giải thưởng                     | Cầu thủ            | Câu lạc bộ        | Tham khảo |
| ------------------------------- | ------------------ | ----------------- | --------- |
| Cầu thủ xuất sắc nhất mùa giải  | Robert Lewandowski | Bayern Munich     | [ 95 ]    |
| Tân binh xuất sắc nhất mùa giải | Alphonso Davies    | Bayern Munich     | [ 93 ]    |
| Bàn thắng đẹp nhất mùa giải     | Emre Can           | Borussia Dortmund | [ 96 ]    |